# Время в Антарктиде
|  | UTC+00:00 |
|  | UTC+03:00 |
|  | UTC+05:00 |
|  | UTC+06:00 |
|  | UTC+07:00 |
|  | UTC+08:00 |
|  | UTC+10:00 |
|  | UTC+12:00 |
|  | UTC+13:00 |
|  | UTC−06:00 |
|  | UTC−04:00 |
|  | UTC−03:00 |

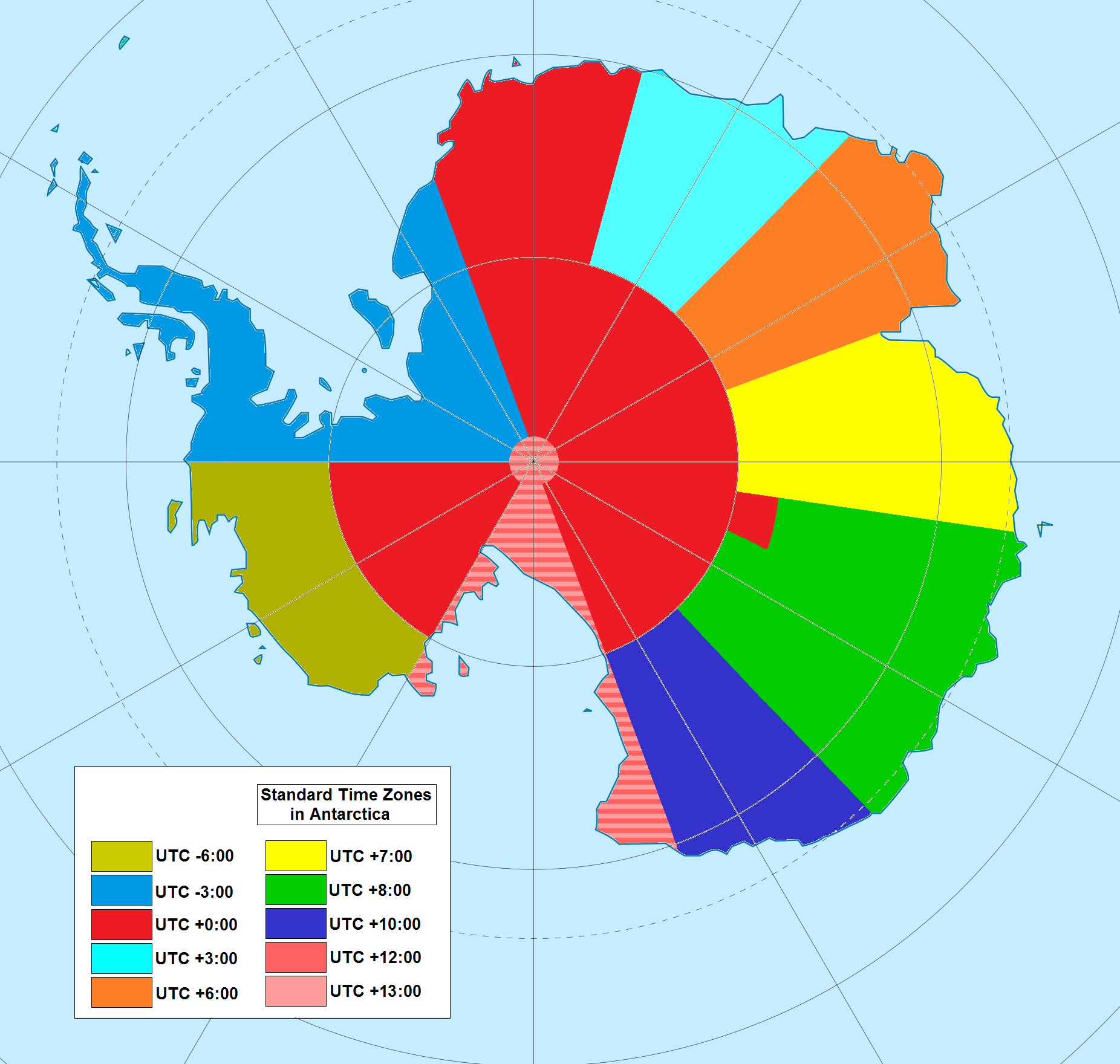
Часовые пояса Антарктиды. Полярные станции, однако, не всегда следуют этой карте, а используют своё время.

Антарктиду пересекают все меридианы земного шара, соединяясь на Южном полюсе, лежащем в центре материка. Теоретически, Антарктида расположена во всех часовых поясах, которым, однако, не всегда следуют на практике. Южнее полярного круга происходят явления полярного дня и ночи, длительностью от 24 часов на широте полярного круга, до шести месяцев на Южном полюсе. Население полярных станций в Антарктиде использует разный отсчет времени, зависящий от принадлежности или местонахождения станции. Станции разных стран, расположенные неподалёку друг от друга, могут иметь значительное временно́е различие.

## Время на полярных станциях
Здесь приведен неполный список станций, где время установлено в соответствии с часовыми поясами Антарктиды:
|  | Станция         | Время  | Координаты                  | Местонахождение                   |
|  | --------------- | ------ | --------------------------- | --------------------------------- |
|  | Палмер          | −03:00 | 64°77′ ю. ш., 64°05′ з. д.  | Земля Палмера                     |
|  | Ротера          | −03:00 | 67°34′ ю. ш., 68°08′ з. д.  | Земля Грейама                     |
|  | Тролл           | +00:00 | 72°00′ ю. ш., 2°32′ в. д.   | Земля Королевы Мод                |
|  | Сёва            | +03:00 | 69°00′ ю. ш., 39°35′ в. д.  | Земля Королевы Мод, Земля Эндерби |
|  | Моусон          | +05:00 | 67°36′ ю. ш., 62°52′ в. д.  | Земля Мак-Робертсона              |
|  | Восток          | +06:00 | 78°27′ ю. ш., 106°50′ в. д. | Озеро Восток                      |
|  | Дейвис          | +07:00 | 68°34′ ю. ш., 77°58′ в. д.  | Земля Уилкса                      |
|  | Кейси           | +08:00 | 66°17′ ю. ш., 110°31′ в. д. | Земля Уилкса                      |
|  | Дюмон-д’Юрвиль  | +10:00 | 66°40′ ю. ш., 140°01′ в. д. | Земля Адели, Земля Виктории       |
|  | Маккуори-Айленд | +11:00 | 54°30′ ю. ш., 158°57′ в. д. | остров Маккуори                   |
|  | Мак-Мердо       | +12:00 | 77°51′ ю. ш., 166°40′ в. д. | остров Росса                      |
|  | Амундсен-Скотт  | +12:00 | 90°00′ ю. ш., 0°00′ в. д.   | Южный полюс                       |